# Marino Perez
Marino Pérez (26 de diciembre de 1946-26 de julio de 1991), también conocido como Esteban Marinito Pérez, es conocido por ser uno de los mejores bachateros de todos los tiempos. Conocido como "El Padre de la Bachata De Amargue", Pérez escribió música que se trataba sobre las dificultades de la vida en prisión, la prostitución, y su lucha contra el alcoholismo. Su carrera alcanzó su punto máximo en los años 70 y 80 con una larga lista de éxitos, incluyendo Ay Mami, La Historia De Marino y No La Quiero Ver Con Otro.

## Biografía
Esteban Marinito Pérez es hijo de Carmen Pérez y Arcadio Astacio. El nació el 26 de diciembre de 1946, en Guayabo Dulce, un municipio de Hato Mayor del Rey, República Dominicana. Cuando era niño, Marino pescaba y nadaba en un río local, lo que luego lo inspiró a escribír canciones sobre su experiencia con la naturaleza. Marino comenzó a trabajar a la edad de catorce años como cortador de caña de azúcar, ganando solo 35 centavos por viaje. Fue en este momento que su hermana Leónidas "Morena" Rondón Pérez se mudó a Placer Bonito en la calle María Quirino n.º 34 en la vecina provincia de San Pedro de Macorís . Nueve años después, Pérez decidió mudarse a San Pedro de Macorís, donde se puso en contacto con los músicos locales Negro Sánchez, Suri Domínguez, Julito Reyes y Ramón Marrero. Pérez se reuniría con ellos en la casa de Sánchez en Loma del Cochero, donde tocarían y compondrían canciones bajo un árbol de limoncillo . Durante estos años, Pérez grabó su primer y segundo disco, "Sin Rumbo" y "Entre Copa y Copa", que no prosperaron.
En los años 70, Christobal Acosta formó el grupo "Los Dominicanos del Ritmo", más conocido como "Los Cibernéticos", al que se unió Marino. El grupo se reuniría en "El 28", un centro de entretenimiento ubicado en la calle 30 de marzo al lado del polideportivo. Allí Marino conoció a Cristóbal Acosta, Ángel Guerrero, Sijo Osoria, José Ventura, Juan Bautista, Tony Santos, Pepillo el dueño de “El 28”, entre otros.
Después del primer éxito de Pérez, "Aclamando El Licor", sus canciones fueron ampliamente difundidas. Fue apoyado por los locutores Gregorio Justiniano en Radio Mar, Michel y Domingo de los Santos en Radio Dial, y Edwin Emmanuel (el bravo) en Radio Oriente. Pérez y Los Cibernéticos organizaron eventos muy concurridos en el Apollo Disco Club. Marino popularizó muchas canciones, incluyendo "El Trago de Olvidar", "De Taberna en Taberna" y "La Espero Bebiendo". Marino era amado y aclamado por muchos, pero su gusto de las fiestas, las mujeres y el licor lo llevaría una mala reputación. No fue bien recibido en algunos sectores de la sociedad y se inspiró en esta crítica para escribir "Que Sigan Criticando". Debido a su talento, Pérez podía encontrar inspiración en dichos, fiestas, cuentos y hasta en hechos trágicos. Un músico que estaba en el apogeo de su carrera, Wilfrido Vargas, encontró algunos de los éxitos de Pérez y los adaptó, resultando en un rotundo éxito internacional. Sin embargo, a pesar del éxito de sus discos, Marino no tuvo buena guía en tener sabiduría en como hacer negocio sobre sus grabaciones. De hecho en esos tiempos, usualmente la disquera se quedaba con los derechos de las grabaciones y a muchos artistas en esos tiempos les importaba más que le sonara en las emisoras y en las calles.
En 1991, Marino ingresó al Centro Médico San Pedro por cirrosis hepática, donde permaneció brevemente antes de regresar con su familia. Falleció dos días después en su domicilio de la calle Romana Gonzales del barrio Mejico n.º 145 de San Pedro de Macorís, donde vivía con su madre, su hermana y sus dos hijas Raysa Pérez y Johanna Verónica.
Pérez era conocido como uno de los representantes más auténticos de la bachata. Minutos después de que Radio Dial diera a conocer su muerte, la ciudad de San Pedro de Macorís se convirtió en un mar de lágrimas y dolor por tan enorme pérdida. Su funeral es recordado por ser uno de los actos más emotivos y concurridos de la historia de la ciudad. Cuando la caravana fúnebre llegó al cementerio contiguo a Santa Fe, la cola aún estaba en el parque Duarte. Las canciones de Marino Pérez siguen vivas en todas las emisoras del país, aún con el paso de los años después de su muerte. El público sigue comprando sus discos y es recordado como un ícono musical por su trayectoria en el arte popular.

## Discografía
- La Tragedia de un Veneno (1970)

1. La Tragedia de un Veneno
2. Acabaré Con El Licor
3. Pero No Me Olvides
4. Regresa Mi Amor
5. Puedes Andar Con Quien Quieras
6. A Esa No Lo Pruebas Tú
7. De Eso Me Río Yo
8. ¿Por Qué Me Abandonaste?
9. Tus Lindos Ojos Mi Amor
10. No la Olvidaré

- Boleros (1979)

1. ¿Detrás de Quién Volviste?
2. La Madre Fue Culpable
3. Desde Que Te Fuiste
4. Quiero Beber
5. No Vuelvas a Molestarme
6. Sólo Así Eres Un Hombre
7. Huérfano de amor
8. El Último Que Ríe
9. Sígueme
10. No Soy Tonto (canta Andrés Mateo)

- Los éxitos de Marino Pérez (1979)

1. Chiquitita
2. Una Copa Mas
3. Vine a Buscarte Morena
4. Princesita
5. Yo Que Si, y Tu Que No
6. Déjala Tranquila
7. La Pago Yo o la Paga Ella
8. Carita de Santo
9. La Desflorada
10. Sígueme

- Por Mi Madre Que Yo No Fui (1980)

1. La Esperaré Bebiendo
2. No la quiero ver con otro
3. Vine a Buscarte Morena
4. El Trago de Olvidar
5. Sígueme
6. Déjala Tranquila
7. Yo Que Si, y Tú Que No
8. La Mujer Que Me Comprende
9. Por Mi Madre Que Yo No Fui
10. Yo No Puedo Más
11. Déjala Pasar
12. Peña y Sentimiento
13. La Alabanciosa
14. Vámonos a Caballito
15. Por Andar de Parrandera

- De Eso Me Río Yo (1981)

1. De Eso Me Río Yo
2. Contestación al Puñalito de Acero
3. El Trago Del Olvido
4. De Qué Tú Privas
5. Asesíname
6. Traicionera Sin Bandera
7. Bebiendo Seguiré
8. Sentado en la Pared
9. No Te Puedo Olvidar
10. Te Llevaré Conmigo

- 15 Éxitos (1985)

1. Con el Pecho y el Corazón
2. Ay Mami
3. El Último Golpe
4. La Ruta Desaparecida
5. ¡Ay Morena, ¡Ay Bendito!
6. A Esa Me La Llevo Yo
7. La Comezón
8. Perdida
9. Dónde Está Mi Mujer
10. El Recuento de Marino
11. Amor a la Buena
12. Con el Bate en la Mano
13. Como Tú Ninguna
14. ¿Cuándo vendrás?
15. Paloma Herida

- Vol. 2 (2002)

1. Yo No Puedo Más
2. De Tu Boca Quiero Un Beso
3. No y No (El Dado y el Vironay)
4. Hay Amor
5. Yo la Quisiera Olvidar
6. Esta Noche
7. Por Mi Santa Madre
8. Mujer Traidora
9. Muero Por Ti
10. Qué Felicidad